# Bagaudenopstand
De Bagaudenopstand (409-417) was een gewelddadig conflict in het begin van de 5e eeuw, waarbij een deel van de bevolking in Noordwest-Gallië betrokken was. De opstand was indirect het gevolg van de Rijnoversteek in 405-406, waardoor diverse Germaanse volken het West-Romeinse Rijk binnendrongen, alsmede de opstand van het leger in Britannia en de daaruit voortvloeiende burgeroorlog. In de periode hierop volgend was de Gallische bevolking grotendeels op zichzelf aangewezen en vormde het zelfverdedigingsgroepen, die Bagauden genoemd werden. Halverwege 409 kwamen groepen Bagauden in de Loirevallei en Bretagne in opstand tegen het Romeinse regime. Het verloop van deze opstand is summier overgeleverd. De meeste informatie is afkomstig uit het werk van de Byzantijnse historicus Zosimus (460-515), de Romeinse dichter Rutilius Namatianus en de priester Salvianus uit Marseille.

## Achtergrond
Op oudejaarsavond 405/406 brak een coalitie van Donau-stammen: Alanen, (Vandalen Asdingen en Silingen) en Sueven door de verdedigingswerken aan de Rijngrens en viel de Gallische provincies binnen. Het Romeinse veldleger was daarop niet berekend, want een deel van het Gallische leger bevond zich in Italië, waar de Romeinen op dat moment zware strijd moesten leveren tegen de Ostrogoten, in de oorlog van Radagaisus. In veel gebieden hadden de invallers vrij spel en werd het platteland gebrandschat. Ook probeerden de invallers enkele belangrijkste steden te veroveren.
Omstreeks diezelfde tijd of als gevolg van de toestand op het vaste land, kwam in Britannia, aan de overkant van Het Kanaal, het leger in opstand en benoemde een reeks usurpators tot keizer, waarvan Constantijn III de laatste was. Constantijn stak met het grootste deel van het Britse garnizoen over naar Gallië waar het Romeinse leger zijn zijde koos. Door strijd te leveren en door middel van diplomatie stabiliseerde hij daar de situatie door de massa van Vandalen, Alanen en Sueben in Noord-Galië te binden.
Uiteindelijk vestigde hij zijn macht over Gallië en Hispania (het huidige Spanje en Portugal), waarbij hij Arles tot zijn hoofdstad maakte.
Het duurde lang voordat het Romeinse gezag in Ravenna reageerde op de gebeurtenissen. Uiteindelijk stuurde keizer Honorius in 408 een leger onder leiding van Sarus naar Gallië en brak een strijd uit om de macht. Als gevolg van deze burgeroorlog kregen de invallers opnieuw vrij spel.

Kaart van het West-Romeinse Rijk in 410, kort nadat de Bagauden de controle over Noordwest-Gallië verkregen.
Honorius
Constantijn
Maximus van Hispania
Priscus en Alarik
Bagauden
Alanen, Sueven en Vandalen

## De opstand
Constantijn wist de aanval van Sarus af te slaan en daarmee bereikte bereikte de usurpator begin 409 het hoogtepunt van zijn macht. Hij controleerde de hele Gallische prefectuur en Honorius stemde ermee in hem als medekeizer te erkennen en tot honorair consul te benoemen. Desalniettemin verwaarloosde hij het achterland, omdat hij geen einde maakte aan het probleem van de indringers.

### Aanvang
De bevolking in Gallia Lugdunensis, de provincie waar een groot deel van de invallende volken zich gevestigd hadden, had enorm te leiden onder alle vijandelijkheden. Zij werden gedwongen de invallers van voedsel te voorzien en hun voorraden af te staan zonder dat Constantijn – die ze moesten ondersteunen met belastingen – tussenbeide kwam.
Aangemoedigd door het voorbeeld van de Britten die de Saksen zelf hadden verdreven, besloot de lokale bevolking de indringers op eigen kracht te verdrijven. Zij vormen gewapende groepen om zich te beschermen. In de overleveringen worden zij Bagauden genoemd, een benaming die ook in voorgaande eeuwen gegeven werd aan groepen boeren en stedelingen die vanwege de plundertochten alles kwijt waren geraakt en zichzelf van levensonderhoud voorzagen door te roven en plunderen.
De gewapende milities van de Bagauden maakten een einde aan de voedselleveranties en weerden Barbaarse aanvallen af. Halverwege 409 was het verzet zodanig groot geworden dat de invallers verjaagd werden en gedwongen hun nederzettingen verlieten. Ze zochten hun heil nu in Hispania. De Bagauden verzetten zich ook tegen de Romeinse magistraten en officieren die verdreven werden. De Bagauda-groepen slaagden erin een gebied te domineren dat onder meer Aquitania Segunda, Lugdunensis secunda, Lugdunensis III en Lugdunensis IV omvatte.
Constantijn III zag geen kans hier tegen op te treden, want in Spanje kwam zijn generaal Gerontius tegen hem in opstand.

### Hervatting burgeroorlog en usurpatie van Jovinus
In 411 vlamde de burgeroorlog opnieuw op toen keizer Honorius zijn opperbevelhebber Constantius opdracht gaf tegen Constantijn op te trekken. In september sloot deze diens leger in bij Arles en wist hem te verslaan. Desalniettemin kon Constantius zijn veldtocht niet voortzetten en moest hij terugkeren naar Italië omdat de hoofdstad Ravenna bedreigd werd door de Visigoten. Hierdoor duurde de opstand van de Bagauden voort, terwijl de Gallische elite - bestaande uit de senatorenklasse - in de rest van Gallië eveneens weigerde zich te voegen naar het gezag van de regering in Ravenna. Uit hun midden kwam een nieuwe usurpator naar voren: Jovinus. Omdat het hem ontbrak aan voldoende militaire middelen wendde Jovinus zich tot de Germaanse foederati aan de Rijn voor steun. Zijn Gallische bewind concentreerde zich met name over de Rhônevallei, zonder dat hij ingreep tegen de opstandige Bagauden in Noord-Gallië. Zijn usurpatie duurde in totaal twee jaar en in die periode waren de Bagauden hier de bovenliggende partij.
Het einde van de usurpatie van Jovinus betekende niet dat er een einde kwam aan de opstand. Het leger van Honorius was nog steeds in oorlog gewikkeld met de Visigoten die in Zuid-Gallië het gebied rond Narbonne beheersten. Desondanks slaagden de Bagauden er niet in zich politiek te organiseren of zelfs maar een soort van groepsidentiteit te vormen om hun eisen meer kracht te geven. Alleen in geval van gevaar sloten ze zich aaneen tot grotere groepen. Uiteindelijk sloot Constantius in 416 een vredesverdrag met de Visigoten, waarin zij overeenkwamen dat de Visigoten in ruil voor militaire diensten een eigen vestigingsgebied kregen.

### Herstel van het gezag in Gallië
De vrede met de Visigoten in 416 en de onderdrukking van de usurpaties in Gallië en Spanje maakte het mogelijk dat de regering in Ravenna vanaf dat moment haar gezag in de opstandige provincie kon gaan herstellen. Het bevel hiertoe werd opgedragen aan Exuperancius die een succesvolle campagne voerde en erin slaagde het keizerlijk gezag te herstellen. Mogelijk hebben de Goten ook een rol gespeeld in het neerslaan van de opstand. Het zuidelijke deel van Gallia: Aquitanië, werd samen met de Garonne-vallei in 418 aan de Visigoten toegewezen als vestigingsgebied. Ondanks de pacificatie van de Bagauden zouden deze groepen daarna nog geregeld van zich horen laten.